# Wonder Woman (película de 2017)
Wonder Woman (Mujer Maravilla en Hispanoamérica) es una película estadounidense de superhéroes de 2017 basada en el personaje del mismo nombre de DC Comics, producida por DC Films en asociación con RatPac Entertainment y la compañía china Tencent Pictures, y distribuida por Warner Bros. Pictures. Es la cuarta entrega del Universo extendido de DC (DCEU). Dirigida por Patty Jenkins a partir de un guion de Allan Heinberg y una historia de Heinberg, Zack Snyder y Jason Fuchs, Mujer Maravilla esta protagonizada por Gal Gadot en el papel principal, junto a Chris Pine, Robin Wright, Danny Huston, David Thewlis, Connie Nielsen y Elena Anaya. Es la segunda película teatral de acción en vivo con Mujer Maravilla después de su debut en 2016 en Batman v Superman: Dawn of Justice. En Mujer Maravilla, la princesa amazónica Diana se propone detener la Primera Guerra Mundial, creyendo que el conflicto fue iniciado por el enemigo de las amazonas, Ares, desde que el piloto y espía estadounidense Steve Trevor aterriza en su isla Themyscira y le informa al respecto. 
El desarrollo de una película de acción en vivo de Wonder Woman comenzó en 1996, con Ivan Reitman programado para producir y posiblemente dirigir. El proyecto fracasó en el infierno del desarrollo durante muchos años; Jon Cohen, Todd Alcott y Joss Whedon, entre otros, también se unieron al proyecto en varios puntos. Warner Bros. anunció la película en 2010 y Jenkins firmó para dirigir en 2015. La inspiración para Mujer Maravilla se basó en las historias de 1940 del creador de Mujer Maravilla, William Moulton Marston y las historias de George Pérez de 1980 sobre Mujer Maravilla, así como la nueva encarnación del personaje. La fotografía principal comenzó el 21 de noviembre de 2015, y la filmación tuvo lugar en el Reino Unido, Francia e Italia antes de finalizar el 6 de mayo de 2016, el 123 aniversario del nacimiento de Marston. La filmación adicional tuvo lugar en noviembre de 2016.
Mujer Maravilla tuvo su estreno mundial en Shanghái el 15 de mayo de 2017, y fue estrenada en los Estados Unidos el 2 de junio de 2017, en 2D, Real D 3D e IMAX 3D por Warner Bros. Pictures. La película recibió críticas en gran medida positivas, con elogios por su dirección, actuación, imágenes, secuencias de acción y partitura musical. La película estableció varios récords de taquilla, y se convirtió en la quinta película de superhéroes más taquillera a nivel nacional y la vigésima película más taquillera en los Estados Unidos en general. Recaudó 824 millones de dólares en todo el mundo, convirtiéndose en la décima película más taquillera de 2017. A partir de agosto de 2019, Rotten Tomatoes ha incluido la película en el cuarto lugar en su lista de las "Mejores películas de superhéroes de todos los tiempos", y el American Film Institute la seleccionó como una de las 10 mejores películas de 2017.
Una secuela, Wonder Woman 1984, fue estrenada en diciembre de 2020, con Jenkins regresando como directora y Gadot, Pine, Wright y Nielsen retomando sus papeles.

## Argumento
En el actual París, la princesa Diana de Themyscira (Gal Gadot) recibe una placa fotográfica de Empresas Wayne de ella y cuatro hombres tomados durante la Primera Guerra Mundial, lo que la lleva a recordar su pasado. Siendo la hija de la reina Hipólita (Connie Nielsen), Diana se crio en la isla oculta de Themyscira, hogar de las guerreras amazónicas creadas por Zeus para proteger a la humanidad. Hipólita le explica la historia amazónica a Diana, incluyendo cómo Ares se puso celoso de la humanidad y orquestó su destrucción. Cuando los otros dioses intentaron detenerlo, Ares mató a todos menos a Zeus, quien usó lo último de su poder para herir a Ares y forzar su retirada. Antes de morir, Zeus dejó a las Amazonas la isla y un arma, la "Matadioses", para prepararlas para el regreso de Ares.
Aunque inicialmente prohíbe que Diana sea entrenada como guerrera, Hipólita acepta a regañadientes que la general Antiope (Robin Wright), hermana de Hipólita y tía de Diana, la entrene, solo que con más rigor que a cualquier otra guerrera.
En 1918, Diana, ahora una mujer joven, rescata al piloto estadounidense el capitán Steve Trevor (Chris Pine) cuando su avión se estrella en la costa de Themyscira. La isla pronto es invadida por soldados alemanes que habían estado persiguiendo a Steve. Las amazonas matan a la tripulación, pero Antiope se sacrifica para salvar a Diana. Steve es interrogado con el Lazo de Hestia y revela que una gran guerra está consumiendo el mundo exterior y que él es un espía aliado. También confiesa que ha robado un cuaderno de la química principal, la doctora Isabel Maru (Elena Anaya), quien está tratando de diseñar una forma más mortal de gas mostaza bajo las órdenes del general Erich Ludendorff (Danny Huston) en una instalación de armas en el Imperio otomano. Al creer que Ares es responsable de la guerra, Diana se arma con la espada "Matadioses", el lazo de la verdad y su armadura antes de dejar a Themyscira con Steve para localizar y detener a Ares para siempre.
En Londres, entregan el cuaderno de Maru al Consejo Supremo de Guerra, donde Sir Patrick Morgan (David Thewlis) está tratando de negociar un armisticio con Alemania. Diana traduce las notas de Maru y revela que los alemanes planean liberar el gas mortal en el frente occidental. Aunque su comandante le prohíbe actuar, Steve, con fondos secretos de Morgan, recluta al espía marroquí Sameer (Saïd Taghmaoui), al tirador escocés Charlie (Ewen Bremner) y al contrabandista nativo americano Jefe Napi (Eugene Brave Rock) para ayudar a evitar que se libere el gas. El equipo llega al frente en Bélgica. Diana va sola a través de la tierra de nadie y captura la trinchera enemiga, lo que permite que las fuerzas aliadas la ayuden a liberar el pueblo cercano de Veld. El equipo celebra brevemente, tomándose una fotografía en el pueblo, mientras Diana y Steve comienzan a enamorarse.
El equipo se entera de que se celebrará una gala en el cercano alto mando alemán. Steve y Diana se infiltran por separado en la fiesta, durante la que Steve tiene intención de localizar el gas y destruirlo, y Diana espera matar a Ludendorff, creyendo que él es Ares y que así al matarlo terminará la guerra. Steve la detiene para evitar poner en peligro su misión, pero esto le permite a Ludendorff desatar el gas en Veld, matando a sus habitantes. Culpando a Steve por intervenir, Diana persigue a Ludendorff a una base donde el gas se está cargando en un avión bombardero con destino a Londres. Diana lucha y lo mata, pero queda confundida y desilusionada cuando su muerte no detiene la guerra.
Morgan aparece y se revela como Ares. Él le dice a Diana que, aunque le ha dado sutilmente ideas e inspiraciones a los humanos, usando a Ludendorff y Maru como peones en el proceso, en última instancia, es decisión de ellos recurrir a la violencia, ya que son inherentemente corruptos. Cuando Diana intenta matar a Ares con la espada "Matadioses", pero el dios de la guerra destruye la espada en mil pedazos, donde luego le revela a Diana que ella misma es la "Matadioses", como la hija de Zeus e Hipólita. Al no poder convencer a Diana de que lo ayude a destruir a la humanidad para restaurar el paraíso en la Tierra, Ares decide mejor eliminarla. Mientras los dos luchan, el equipo de Steve destruye el laboratorio de Maru, donde en última instancia, Steve secuestra y pilota el bombardero que lleva el veneno a una altitud segura y lo detona, sacrificando su vida. Al ver este trágico desenlace, Diana pierde el control de sus emociones por la muerte de Steve y comienza a atacar en estado de furia a todos los que están a su alrededor, donde también el mismo Ares la convence de matar a Maru por ser la responsable de la muerte de su interés amoroso, pero antes de que Diana pueda aplastar con un pesado tanque alemán a la doctora Maru, los recuerdos de sus experiencias con Steve la hacen darse cuenta de que los humanos aún tienen algo bueno dentro de ellos, donde también es capaz de recordar lo que le dijo previamente Steve antes de su muerte, donde este último le menciona que sacrificaría su vida para salvar el día y que Diana pueda salvar al mundo en el futuro, también le entrega el reloj de su padre como obsequio de despedida, argumentando que ojalá tuvieran más tiempo y finalmente le confiesa que la ama. Al oír finalmente estas palabras, Diana se tranquiliza y le perdona la vida a la doctora Maru, para luego redirigir su atención a Ares, quien rápidamente intenta acabarla con unos rayos, sin embargo Diana usa sus brazaletes para atrapar el ataque, para luego redirigir los rayos de regreso a Ares, matándolo de una vez por todas. Más tarde, el equipo celebra el final de la guerra en Londres, donde Diana ve una foto de Steve entre los soldados caídos en la guerra y se retira del lugar recordando cuanto lo amaba.
De vuelta en la actualidad, Diana le envía un correo electrónico a Bruce Wayne agradeciéndole por la placa fotográfica de ella y Steve, y sigue luchando y dando lo mejor de sí misma en nombre del mundo, por entender que solo el amor realmente puede salvar al mundo.

## Reparto
- Gal Gadot como Diana Prince / Mujer Maravilla: Una semidiosa guerrera de las Amazonas, inmortal, que es la princesa heredera de Themyscira y la hija de la reina Hipólita y Zeus entregada a las amazonas para criar.[11] Al describir a la Mujer Maravilla y su atractivo, Gadot dijo: «Ella es identificable. Tiene el corazón de un humano y es muy compasiva, pero sus experiencias, o la falta de ellas, su ingenuidad, realmente la hacen interesarse en todo lo que la rodea y es capaz de ver el mundo de una manera que a todos nos gustaría: con una curiosidad genuina».[12] Sobre la relación de Diana con su madre, Gadot dijo: «Diana es una niña muy obstinada. Su madre es muy obstinada. Su madre es muy protectores también, y tienen, ya sabes, el choque muy natural que una madre tiene con su hija, con sus hijas, la primera vez que quieren salir de casa».[13] Al asumir el papel de la Mujer Maravilla, Gadot declaró: «Me siento muy privilegiada de haber tenido la oportunidad de retratar a un personaje femenino tan icónico y fuerte. Adoro a este personaje y todo lo que representa y todo lo que simboliza».[14] Cuando Diana viajó al mundo, Gadot declaró: «Cuando Diana llega al mundo real, es completamente ajena a las reglas de género y sociedad, que las mujeres no son iguales a los hombres».[15] Al describir la relación de Diana con su madre y sus tías, Jenkins dijo: «Ella es la única hija que criaron juntas. Y su amor por ella se manifiesta de una manera diferente para cada una de ellas».[16] Al trabajar con Gadot, Jenkins dijo: «Gal se convirtió rápidamente en la persona con la que quería hablar sobre todo. Dispararíamos juntas todo el día. Y luego los fines de semana, pensábamos: '¿Qué quieres hacer?' Tal vez eso no sea totalmente normal».[17]
  - Emily Carey aparece como Diana, de 12 años.[18]
  - Lilly Aspell aparece como Diana, de 8 años.[19]
- Chris Pine como el Mayor Steve Trevor: Un piloto estadounidense y el interés amoroso de Diana.[20][21] En su papel para la película, Pine dijo: «Soy un piloto estadounidense que es un espía. Es como el sueño de un niño: eres un espía o un piloto de combate. Lo primero que quería ser era un piloto de combate durante mucho tiempo Hace tiempo. Quería ser Goose (de Top Gun)».[14] En cuanto a cómo su personaje mortal interactuaría con una Amazonas, Pine declaró: «Cuando leí el guión por primera vez, tenía elementos de Romancing the Stone, una especie de pez muy clásico fuera del agua. Dos personas que realmente no se unen bien al principio y están chocando cabezas y son solo bromas divertidas e ingeniosas».[14] Cuando habló de conocer a la directora y ser elegido, Pine dijo: «Patty es un ser humano bastante increíble. Cuando nos conocimos por primera vez sobre Steve, ella se sentó frente a mí y esencialmente actuó toda la película en el transcurso de un almuerzo de dos horas. Era tan específica, tan articulada y tan ardiente. Hubiera dicho que sí solo por Patty sola».[22] Pine pasó por un régimen de entrenamiento para la película, comentando: «Me puse en forma increíble para esta película», pero también bromeó: «También llevaba alrededor de 75 libras de ropa. Lo que me di cuenta es que cometí un gran error, me metí en excelente forma y simplemente pusieron ropa sobre todo mi arduo trabajo».[23]
- Robin Wright como la General Antiope: La hermana de Hipólita, general del ejército amazónico, tía y mentora de Diana.[16] Al ser elegida para la película, Wright dijo: «Es doble porque cuando Patty Jenkins me llamó, la directora, fue una conversación de tres minutos. Ella dijo: 'Estoy haciendo una película sobre la Mujer Maravilla. ¿Quieres ser su entrenadora? Y yo dije: 'Sí. Por supuesto'. Y la general del ejército amazónico. Eso fue genial».[24] Al describir a su personaje como mentora y adiestrando a Diana para ser una guerrera, Wright dijo: «Es un sexto sentido que viene y creo que eso también está en la historia mitológica detrás de Antiope y la Reina Hipólita. Saben que se acerca y es su deber como tía de su joven sobrina asegurarse de que sea la guerrera más feroz de todos los tiempos». Sobre el estilo de lucha de las amazonas, Wright dijo: «Es un combate manual. Sí, espadas, cuchillos y flechas, pero la precisión que tienen, como estas mujeres guerreras; es tan agradable ver esa disparidad entre lo que teníamos en el día de solo materias primas de combate y las armas y lo fácil que es en comparación». El mensaje de la película, dijo Wright, «no es solo el empoderamiento femenino. Se trata de amor y justicia. De eso se trata la película. Y qué gran mensaje para difundir a nuestros pequeños».[25][26] Al comentar sobre el entrenamiento para la película, Wright dijo: «Lo más estimulante fue ponernos en esa forma física. Así que estábamos haciendo entrenamiento de equitación, entrenamiento con pesas, artes marciales y entre 2000 y 3000 calorías por día».[27]
- Danny Huston como el General Erich Ludendorff: Un general de puño de hierro del ejército alemán durante la Primera Guerra Mundial.[28] Huston describió a Ludendorff como un «pragmático, realista, patriótico, luchando por su país», explicando además, «perdió a su hijo en el frente alemán y fue bastante torturado, diabólico, terco y cree que lo que está haciendo es para mejorar a la humanidad».[29] Sobre su personaje, Huston dijo: «Ludendorff cree que la guerra es un hábitat natural para los humanos». Huston declaró la película como una película contra la guerra y «alguien como Ludendorff probablemente pensaría que la idea de que el amor lo conquista todo es un concepto bastante ingenuo. Pero finalmente es cierto y, a veces, la mejor manera de examinar a la humanidad es desde otra perspectiva». Sobre el género de la película, Huston dijo: «Es la mitología griega. Es el origen de la historia y, a veces, necesitamos semidioses para mirarnos y comprender cuáles son nuestras debilidades. Sirve al mundo mitológico».[30]
- David Thewlis como Sir Patrick Morgan / Ares: El medio hermano paternal traicionero de Diana, basado en el dios de la guerra mitológico griego, que se hace pasar por un orador por la paz en el Gabinete de Guerra Imperial como parte de su engañoso plan como maestro de conquista y destrucción.[31][32][33] Al describir la personalidad de Sir Patrick de su personaje, Thewlis dijo: «Todo el viaje de Sir Patrick a través de la otra mitad de la historia es lograr el armisticio. Esa es toda su intención, no importa lo que esté pasando. Conoce a Diana y ve en ella a alguien que simpatiza con su causa, con mucha vehemencia».[34]
- Connie Nielsen como Hipólita: La reina amazona de Themyscira y la madre de Diana.[35] Después de conocer a la directora para el papel, Nielsen dijo: «Patty y yo nos conocimos en Londres, y nos llevamos bien desde el principio. No podíamos dejar de hablar. Lo que se suponía que era una reunión de una hora se convirtió en un almuerzo de dos horas y media y realmente nos encontramos».[36] Describió el estilo de dirección de Jenkins para la película como «También es el tipo de directora con la que realmente florezco. Tiene ideas muy fuertes, particulares y específicas sobre lo que quiere decir. Ella viene de un lugar de fuerza siempre. Y así, cuando estás tratando con alguien así, te sientes absolutamente libre de ser vulnerable, de ser creativo, y yo soy una gran investigadora». Al interpretar al personaje, Nielsen dijo: «Fue un placer total y absoluto y me encantó cada segundo de interpretarla».[37] Al ser la madre de Diana y la reina amazónica, Nielsen declaró: «Soy la reina y estoy preparando a mi hija para un mundo que conlleva una gran responsabilidad. Así que fue importante para mí incorporar eso al personaje».[38] Leyó "Las amazonas" de Adrienne Mayor para familiarizarse con las mujeres guerreras y dijo: «Usé lo que aprendí en el libro del alcalde como un grito de guerra por cómo me acerqué a Hipólita. Y luego, por supuesto, ¿qué es una líder elegida por sus pares cada año y que ha estado haciendo esto durante mil años? También fue interesante pensar en eso». Nielsen siguió un régimen de ejercicios para la película, diciendo «Hice seis horas al día. Ya sabes, dos horas de entrenamiento con pesas, dos horas de entrenamiento con espadas y luego dos horas de equitación».
- Elena Anaya como Isabel Maru / Doctora Veneno: La química jefa asociada con el general Ludendorff que se especializa en química y venenos.[28] En su papel, Anaya dijo: «Bueno, fue un papel pequeño en este gran conjunto, pero es un personaje importante en la historia. Voy a ser una gran pesadilla para la Mujer Maravilla y Steve Trevor».[39] Al describir su personaje, Anaya dijo: «La Dra. Maru ama la ira y disfruta del dolor de la gente. Está creando armas terribles, y su propósito en la vida es matar a la mayor cantidad de personas posible y provocar el mayor dolor posible». Ella investigó la Primera Guerra Mundial y a Fritz Haber, el científico que creó el gas mostaza, para prepararse para el papel.[40] Sobre las cicatrices faciales del personaje, Anaya declaró: «Fui con Patty Jenkins y le pregunté: '¿Qué le pasó?' Y ella dijo: 'Lo hizo a propósito'. Pensé: "¿Qué? Patty, vas más allá de lo que imaginaba". Ella dijo: 'Ella quiere provocar sufrimiento doloroso, por lo que probó su gas en su propia cara. Quería saber lo intenso que sería esta forma del gas, así que se lo puso en la cara.' Puedes ver que la mitad de su rostro ya no está. Este es el lado sádico de la Dra. Maru». También dijo que su personaje «es todo lo contrario al papel principal de esta película, uno de los personajes más fuertes de los cómics de DC, la Mujer Maravilla. Puedo decirles que la Doctora Veneno es alguien con la capacidad de provocar tanto dolor».[41] Sobre la relación de la Dra. Maru con el general Ludendorff, Anaya dijo: «Creo que tienen una relación basada en la lealtad. Ludendorff es un general muy atormentado que carece de confianza en sí mismo. Es por eso que, en parte, toma estos medicamentos que la Dra. Poison le da. Son de mundos diferentes, pero se complementan entre sí».[42]
- Lucy Davis como Etta Candy: La secretaria de Steve Trevor que se hace amiga de Diana.[43] Al describir su personaje, Davis dijo: «Ella es una mujer en el mundo de un hombre, por lo que ser escuchada y vista no son las cosas más fáciles, pero eso no la disuade», y agrega: «Etta no se disculpa y creo que eso es lo que más me ha atraído hacia ella».[44] Cuando se le preguntó si estaba familiarizada con el personaje, Davis respondió: «No. No lo estaba. Me tomó un tiempo saber que estaba audicionando para Etta porque incluso cuando descubrí que era sobre la Mujer Maravilla, todavía no tenía idea de cuál era el papel. Me llevó un tiempo buscar en Google el personaje».[45] Sobre la relación de Etta Candy con Steve Trevor, Davis dijo: «Una de las mejores cosas con las que Etta trabaja con Steve Trevor es porque Steve no es un hombre típico, ya que él le confía cosas que en 1918 probablemente no se le hubiera confiado a una secretaria de alguien que es bastante importante», explicando además: «Así que creo que (Trevor) la necesita tanto como ella lo necesita porque ahora se le ha dado una responsabilidad de que normalmente no se le habría dado antes, e igualmente tiene a alguien que probablemente podría volar un poco por debajo del radar. Así que puede confiar en la persona a la que nadie está mirando realmente».[46]
- Saïd Taghmaoui como Sameer: Un agente secreto y aliado de Steve Trevor.[47][48] En su casting, Taghmaoui declaró: «Estaba entre cientos de candidatos potenciales, y lentamente me convertí en el favorito», y agregó: «No fue fácil. Me tomó tres meses. (Tendré que pasar por) un examen físico extenso de formación».
- Ewen Bremner como Charlie: Un francotirador y aliado de Steve Trevor.[47] En su papel, Bremner dijo: «Interpreto a un personaje alistado por la Mujer Maravilla para ayudar a salvar al mundo como parte de una banda pequeña e improbable». Al describir su personaje, Bremner declaró: «Es un soldado con proyectil que ha sido dado de baja de la guerra y es traído de vuelta para ayudar en una misión secreta».[49] Al trabajar con Jenkins, Bremner comentó: «Patty Jenkins es una fuerza de la naturaleza. Tiene una visión fantástica, fuerza y entusiasmo, que es completamente contagiosa y motiva a un elenco y un equipo de miles de personas a ir más allá de sí mismos».[50]
- Eugene Brave Rock como Jefe Napi: Un semidios Blackfoot,[51] y un contrabandista que comercia con ambos lados de la guerra y sabe cómo hacer que la gente cruce las líneas del frente.[47][52] En su casting, Brave Rock dijo: «No tenía idea de que era para la Mujer Maravilla. Lo perdí cuando me presenté y no podía recordar mis líneas. No lo tomé literalmente hasta un mes después, recibí un llama diciendo que obtuve el papel y que querían que volara a Londres para un ajuste».[53] Brave Rock planteó varias preocupaciones con Jenkins sobre la representación del personaje en la película, particularmente porque no se sentía cómodo jugando a los estereotipos y que no le gustaba que su personaje fuera simplemente conocido como "Jefe".[54] Jenkins respondió dándole un control creativo adicional sobre su personaje que Brave Rock dice que era "sin precedentes".[54]
- Lisa Loven Kongsli como Menalippe: La teniente de Antiope y la tía de Diana.[16] Al describir su personaje, Kongsli dijo que «Menalippe es una guerrera intrépida con fuertes necesidades de justicia. Vive con las otras amazonas en la isla Themyscira y ejerce una batalla continua para ayudar al hombre en la lucha por el bien».[55] En la filmación, Kongsli declaró: «Es una maravilla. He trabajado muy duro para que esto suceda, así que es absolutamente absurdo y divertido de una vez».[56][57][58]

Además, Mayling Ng, Florence Kasumba, Madeleine Vall Beijner, Hayley Jane Warnes y Ann Wolfe interpretan a Orana, Acantha, Egeria, Aella y Artemis, respectivamente, todas ellas amazonas. James Cosmo aparece como Douglas Haig, Steffan Rhodri aparece como Darnell y la supermodelo holandesa Doutzen Kroes retrata a la Venelia amazónica. Samantha Jo fue elegida como la Eubea amazónica, y anteriormente interpretó a la kryptoniana, Car-Vex, en El hombre de acero. Zack Snyder también hace un breve cameo en la película como un soldado sin nombre.

## Doblaje
| Actor original Estados Unidos | Personaje                        | Actor de voz España | Actor de voz México |
| ----------------------------- | -------------------------------- | ------------------- | ------------------- |
| Gal Gadot                     | Princesa Diana / Mujer Maravilla | Sarah Dahan         | Jessica Ortiz       |

Créditos técnicos (España)
- Estudio de Doblaje: SDI Media España, Madrid, Barcelona, Santiago
- Director de Doblaje: Cesar Martínez
- Traductor: Eva Garcés
- Grabación y mezcla de Diálogos: Cesar Martínez
- Producción de Doblaje: Warner Española S.A.

Créditos técnicos (México)
- Estudio de Doblaje: SDI Media de México S. de R.L. de C.V., México, D. F.
- Director de Doblaje: Héctor Emmanuel Gómez
- Traductor: Jesús Vallejo
- Ingeniero de grabación: Danthe Rodríguez
- Gerente de producción: Gabriela Garay
- Producción de Doblaje: Warner Bros. Pictures

## Producción

### Antecedentes
El desarrollo de una película de acción en vivo de Mujer Maravilla comenzó en 1996, con Ivan Reitman como productor y posible director. En 1999, el proyecto se unió a Jon Cohen, quien adaptó a Mujer Maravilla para el productor Joel Silver, con la esperanza de que Sandra Bullock fuera la protagonista. Para 2001, Todd Alcott fue contratado para escribir el guion, con Silver Pictures respaldando el proyecto. En ese momento, también se rumoreaba que artistas como Mariah Carey y Catherine Zeta-Jones eran posibles candidatos para el papel de la Mujer Maravilla. Leonard Goldberg se centró en Bullock quien dijo que se le acercó para el papel. Lucy Lawless, la estrella de Xena: la princesa guerrera, también estaba bajo consideración, aunque afirmó que habría estado más interesada si Mujer Maravilla fuera retratada como una "heroína defectuosa". El guion pasó por varios borradores escritos por Alcott, Cohen, Becky Johnston y Philip Levens, y en agosto de 2003, Levens había sido reemplazado por la guionista Laeta Kalogridis.
En marzo de 2005, Warner Bros. y Silver Pictures anunciaron que Joss Whedon escribiría y dirigiría la película. Los primeros borradores de su guion incluían a Steve Trevor como narrador, una feroz batalla entre Diana y su madre por el bienestar de Trevor, y después de abandonar Themyscira, su necesidad de rescatar con frecuencia a una Diana que el mundo moderno dejaba desamparado. Whedon no pudo completar una versión final de su guion, y dejó el proyecto en 2007.
Aunque Whedon declaró en mayo de 2005 que no elegiría el papel de Mujer Maravilla hasta que terminara el guion, Kate Beckinsale estaba vinculada al papel. En 2010, Whedon admitió que tenía una actriz en mente para el papel, afirmando que "Mujer Maravilla era básicamente Angelina Jolie".
Un día antes de la partida de Whedon de Mujer Maravilla, Warner Bros. y Silver Pictures compraron un guion específico para la película escrita por Matthew Jennison y Brent Strickland. Ambientado durante la Segunda Guerra Mundial, el guion impresionó a los ejecutivos de Silver Pictures. Sin embargo, Silver declaró que había comprado el guion porque no quería que se revocaran los derechos; Si bien afirmó que el guion tenía buenas ideas, Silver no quería que la película fuera una pieza de época. En abril de 2008, Silver contrató a Jennison y Strickland para escribir un nuevo guion ambientado en la época contemporánea que no representaría el origen de Mujer Maravilla, sino que exploraría la historia de Isla Paraíso.

### Desarrollo

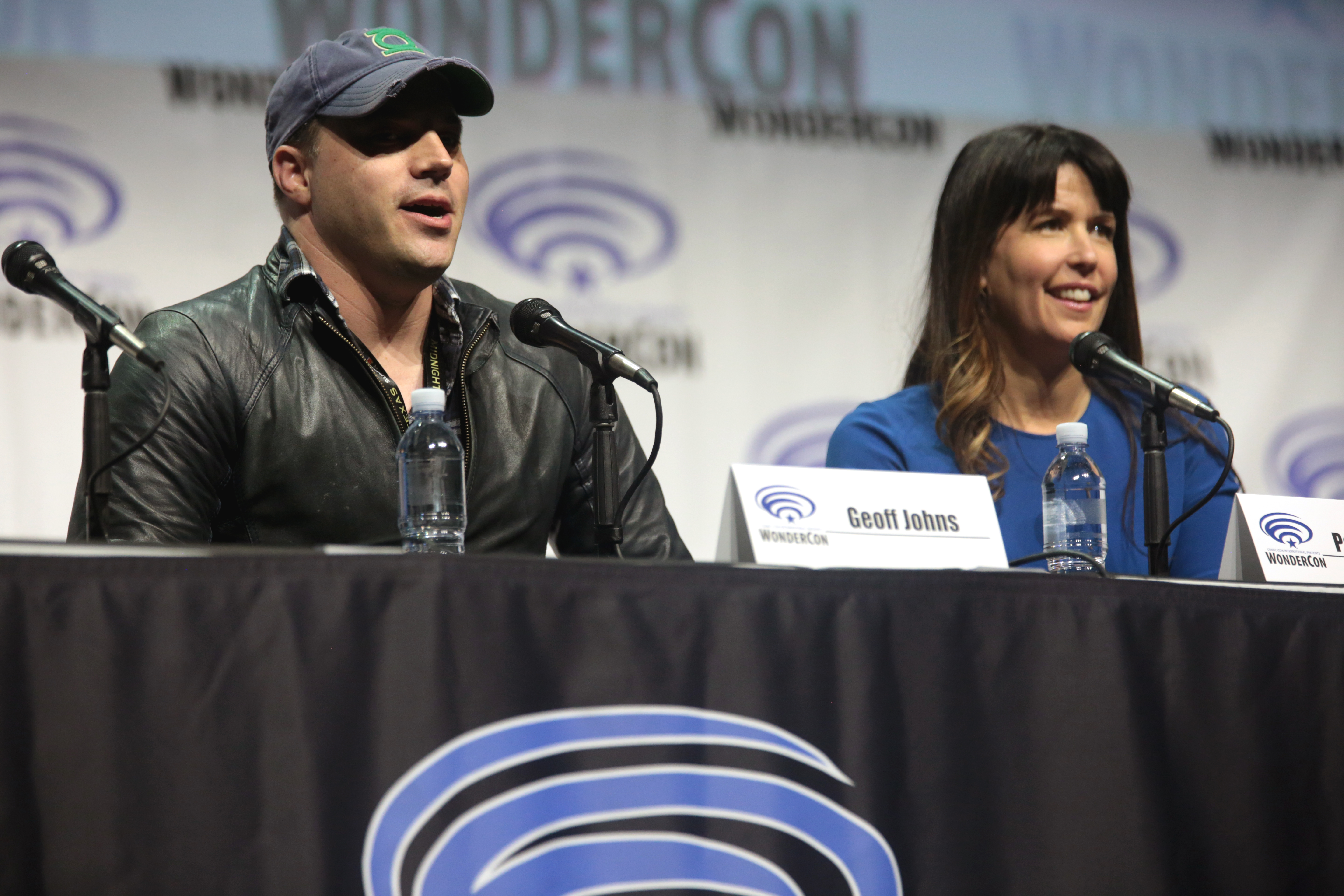
El presidente de DC Entertainment y CCO Geoff Johns y la directora Patty Jenkins en la WonderCon 2017.

En 2010, Warner Bros. declaró que se estaba desarrollando una película de Mujer Maravilla, junto con películas basadas en los superhéroes de DC Comics, Flash y Aquaman. Tanto Mujer Maravilla como Aquaman todavía estaban bajo consideración para temas de películas en solitario a partir de junio de 2013. La presidenta de DC Entertainment, Diane Nelson, dijo que Wonder Woman "ha sido, desde que comencé, una de las tres principales prioridades para DC y para Warner Bros. Todavía estamos intentando en este momento, pero ella es engañosa". El 5 de octubre de 2013, el presidente y CEO de WB, Kevin Tsujihara, dijo que quería que Mujer Maravilla apareciera en una película o en la televisión. Poco después, Paul Feig dijo que había presentado al estudio una idea para Mujer Maravilla como una película de comedia de acción. Luego, el estudio comenzó a buscar directoras para dirigir la película. Si bien Michelle MacLaren fue la elección inicial del estudio para dirigir (y aunque inicialmente indicó interés), finalmente abandonó el proyecto debido a diferencias creativas.
En 2015, Patty Jenkins aceptó una oferta para dirigir Mujer Maravilla, basada en un guion de Allan Heinberg y una historia coescrita por Heinberg, Zack Snyder, Geoff Johns y Jason Fuchs. De esta versión, Gadot declaró que:

Durante mucho tiempo, la gente no sabía cómo abordar la historia. Cuando Patty y yo tuvimos nuestras conversaciones creativas sobre el personaje, nos dimos cuenta de que Diana todavía puede ser una mujer normal, con valores muy altos, pero aún una mujer. Ella puede ser sensible. Ella es inteligente, independiente y emocional. Ella puede estar confundida. Ella puede perder su confianza. Ella puede tener confianza. Ella es todo. Ella tiene un corazón humano.

Esta versión fue concebida como una precuela de la primera aparición teatral en vivo de Wonder Woman, en la película de 2016, Batman v Superman: Dawn of Justice, colocando a Mujer Maravilla en la década de 1910 y la Primera Guerra Mundial (una decisión que difiere de sus orígenes en los cómics como partidaria de los Aliados durante la Segunda Guerra Mundial). En cuanto al desarrollo de la historia, Jenkins acredita las historias del creador del personaje William Moulton Marston en la década de 1940 y las historias fundamentales de George Pérez en la década de 1980 en las que modernizó el personaje. Además, sigue algunos aspectos de los cambios de origen de DC Comics en el reinicio de The New 52, donde Diana es la hija de Zeus. Jenkins citó a Superman: The Movie de Richard Donner como una inspiración.

### Casting
A finales de 2013, Zack Snyder eligió a Gal Gadot en el papel de Mujer Maravilla para la película de 2016 Batman v Superman: Dawn of Justice sobre Élodie Yung y Olga Kurylenko. Algunos fanáticos reaccionaron inicialmente a esta elección criticando la aparición de Gadot. Snyder más tarde comentaría sobre su decisión de elegir a Gadot, afirmando que probó un "grupo de actrices, como puedes imaginar. Pero lo que pasa con Gal es que es fuerte, es hermosa y es una persona amable, lo cual es interesante, pero feroz al mismo tiempo. Es esa combinación de ser feroz pero amable al mismo tiempo que estábamos buscando. Gadot describió a Diana como teniendo "el corazón de un humano para que pueda ser emocional, es curiosa, es compasiva, ama a la gente. Y luego tiene los poderes de una diosa. Ella es para siempre, lucha por el bien". También dijo que Diana tiene "muchas fortalezas y poderes, pero al final es una mujer con mucha inteligencia emocional". En cuanto a cómo su personaje es diferente de su aparición en Batman v Superman: Dawn of Justice, Gadot dijo: "Regresamos 100 años atrás cuando era más ingenua", y explicó: "Ella es esta joven idealista. Es pura. Muy diferente a la mujer adulta, súper segura y experimentada que has visto". Gadot se sometió a un régimen de dieta y entrenamiento, practicó diferentes artes marciales y ganó 17 libras de músculo para el papel. A Gadot se le ofreció previamente un papel diferente (como villano) en El hombre de acero, que rechazó porque estaba embarazada en ese momento; esto le permitió luego ser elegida como Mujer Maravilla en el seguimiento de la película. Gadot firmó un acuerdo de tres películas. Le pagaron un salario base de $300,000 por la película en sí.
Chris Pine fue elegido como Steve Trevor, un personaje que describió como un "pícaro y cínico realista que ha visto la horrible naturaleza brutal de la civilización moderna" y agregó que es un "hombre mundano, un hombre encantador". Firmó un acuerdo de varias películas. La actuación de Lucy Davis como Etta Candy es la primera representación cinematográfica de acción en vivo del personaje. Además, la actuación de Elena Anaya como Doctor Poison es el debut cinematográfico de ese personaje. Nicole Kidman estaba en negociaciones para el papel de la Reina Hipólita, pero se vio obligada a abandonar debido a conflictos de programación con Big Little Lies.

### Rodaje
La fotografía principal de la película comenzó el 21 de noviembre de 2015, bajo el título de trabajo Nightingale. Entre los sets de filmación estaban Lower Halstow, Kent, y Australia House en Inglaterra y los Sassi di Matera, Castel del Monte y Camerota en el sur de Italia. Matthew Jensen fue el director de fotografía, filmando en el Reino Unido, Francia e Italia. La producción en Londres concluyó el 13 de marzo de 2016. El 20 de marzo de 2016, la filmación estaba en marcha en Italia. A fines de abril, la filmación tuvo lugar en el Museo del Louvre en París, Francia, donde se vio un camión de Empresas Wayne junto a Gadot. La fotografía principal terminó el 9 de mayo de 2016. Patty Jenkins y el director de fotografía Matt Jensen dijeron que el aspecto de la película fue inspirado por el pintor John Singer Sargent. Jenkins dijo que filmó la película en una película en lugar de un video digital "porque hay un cierto tipo de escapismo épico y grandioso que la película te da y que no puedes, te costará mucho, grabarlo en video". Los reshoots tuvieron lugar en noviembre de 2016, mientras que Gadot tenía cinco meses de embarazo. Se colocó una tela verde sobre su estómago para editar su embarazo durante la postproducción.
Para encontrar el lugar perfecto para rodar la isla amazónica de Themyscira, el lugar de nacimiento de la propia Mujer Maravilla, los productores de la película buscaron en todo el mundo y finalmente se establecieron en la Costa Cilentana: un tramo de costa en el Mar Tirreno, ubicado en la Provincia de Salerno en el sur de Italia. Fue elegido porque la mayoría de las playas del mundo que se encuentran debajo de grandes acantilados desaparecen bajo la marea durante parte de cada día. La diseñadora de producción Aline Bonetto y su gerente de ubicación Charles Somers consideraron 47 países y visitaron varios de ellos antes de encontrar lo que estaban buscando. Bonetto explicó que "Italia tenía un clima hermoso, un hermoso mar azul verdoso, sin demasiada marea, sin demasiada ola. Nuestro equipo de efectos agregó algunos acantilados en la postproducción, y fue el camino perfecto". El estuario de Lower Halstow en Kent aparece en la escena en la que Diana llega a un arroyo belga para dirigirse al frente de guerra. Bill Westenhofer se desempeñó como supervisor de efectos visuales de la película y Martin Walsh se desempeñó como editor.

## Música
El 3 de noviembre de 2016, Rupert Gregson-Williams fue contratado para escribir y componer la música de la película. Se le unieron Evan Jolly, Tom Howe, Paul Mounsey, y Andrew Kawczynski, quienes le proporcionaron música adicional. La banda sonora se lanzó en CD, digital y vinilo el mismo día que la película. El músico australiano Sia cantó una canción para la película, titulada "Ser humano", con el músico inglés Labrinth. Escrita por Florence Welch y Rick Nowels, la canción también aparece en la banda sonora. La banda sonora también presenta muestras del tema de Mujer Maravilla, "Está ella contigo" de la banda sonora de Batman v Superman: Dawn of Justice compuesta por Hans Zimmer y Junkie XL.
La música adicional presentada en la película es: "Otra pequeña bebida no nos haría ningún daño" de Clifford Grey y Nat Ayer e interpretada por Edgar Trevor y Cecil Cooper; "Molly O'Morgan" escrita por Fred Godfrey y Will Letters e interpretada por Ella Retford; "Hay un largo camino hasta Tipperary" escrito por Jack Judge y Harry Williams; "Sous les ponts de Paris" escrita por Jean Rodor y Vincent Scotto e interpretada por Lucienne Delyle; "Voy a caminar junto a ti", escrita por Edward Lockton y Alan Murray e interpretada por Ewen Bremner; "Green Grow the Rushes, O" escrito por Robert Burns e interpretado por Ewen Bremner; y "Schatzwalzer Op. 4", escrito por Johann Strauss II e interpretado por el Cuarteto de Cuerdas de Berlín.

## Estreno
Mujer Maravilla tuvo su estreno mundial el 15 de mayo de 2017 en Shanghái. Se estrenó el 25 de mayo de 2017 en Los Ángeles. El estreno en Londres de la película, que estaba programado para el 31 de mayo en el Odeon Leicester Square, fue cancelado debido al bombardeo del Manchester Arena 2017. La película se estrenó en América Latina en la Ciudad de México el 27 de mayo. Se estrenó en la mayor parte del mundo, incluso en IMAX, el 2 de junio de 2017, después de haberse programado originalmente para el 23 de junio. Bélgica, Singapur y Corea del Sur recibieron la película primero, con aperturas del 31 de mayo. El 17 de abril, se anunció que Mujer Maravilla sería estrenada en China el 2 de junio, el mismo día de su estreno en América del Norte.

### Marketing

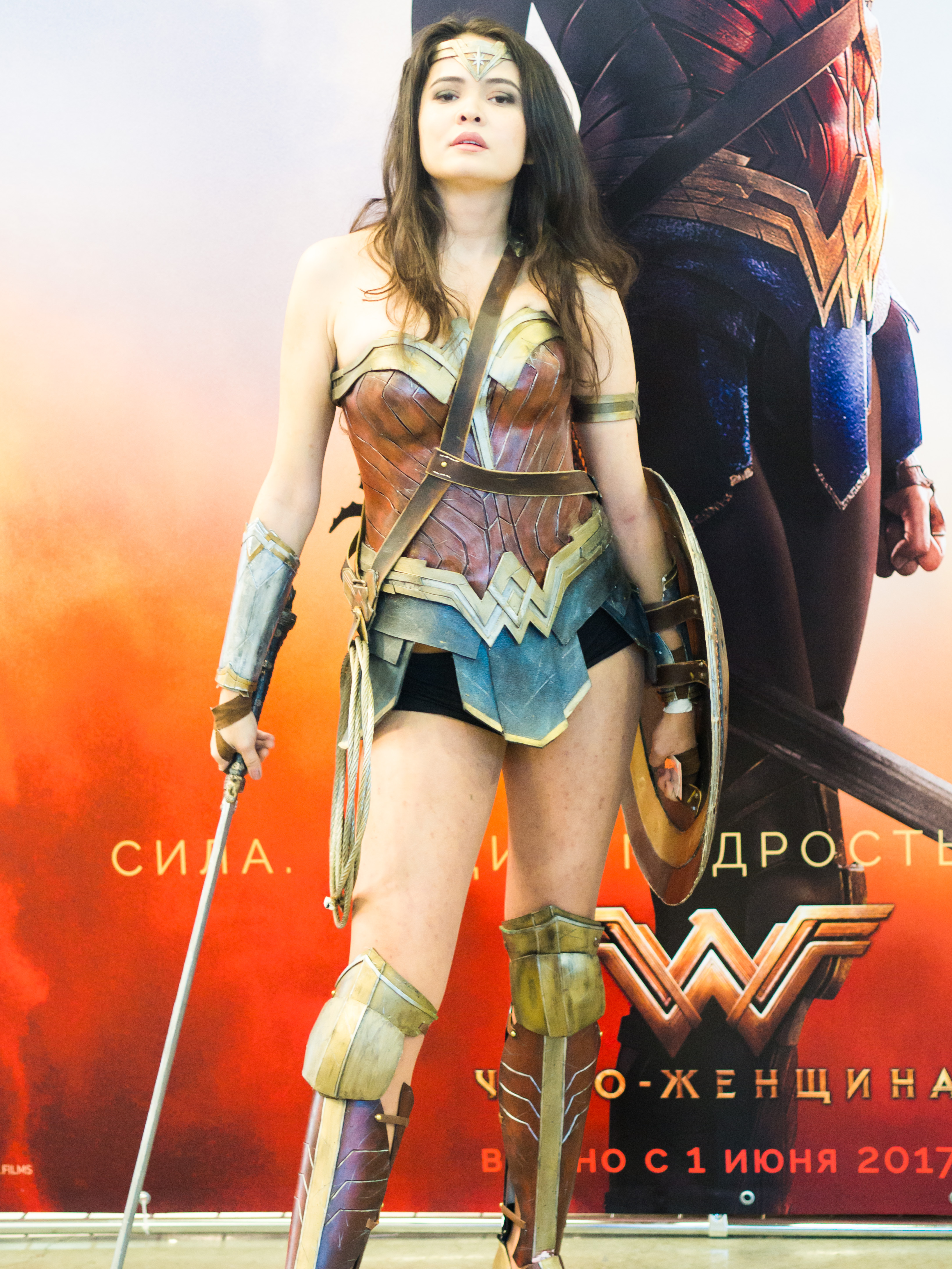
Promoción rusa en IgroMir 2016

El éxito de la serie de televisión de superhéroes, Supergirl informó la estrategia de marketing y promoción utilizada para Mujer Maravilla. Según la directora de marketing de Time Warner, Kristen O'Hara, querían abordar la campaña de marketing de Mujer Maravilla de una manera ligera, similar a como lo hicieron con Supergirl. O'Hara explicó que la modesta ruta de campaña que tomaron para Supergirl ayudó a establecer una gran base de admiradores centrales entre las mujeres mucho antes de la serie, que supuestamente generó 5 millones de fanáticas de superhéroes en una semana. Luego pudieron modelar con el tiempo y hacer crecer esa audiencia antes del estreno de Mujer Maravilla, 15 meses después. Aunque ni la película ni la serie están dirigidas exclusivamente a mujeres, la campaña de esta última les dio su primera oportunidad de comenzar a recopilar datos sobre fanáticas de superhéroes. En mayo de 2017, se lanzó una promoción para Mujer Maravilla durante el final de temporada de Supergirl, con un remix de la canción "These Boots Are Made for Walkin'" y Supergirl (Melissa Benoist) con las botas de Mujer Maravilla. La promoción incluyó una aparición de Lynda Carter, estrella de la serie, Mujer Maravilla de la década de 1970, que interpreta a la presidenta estadounidense en Supergirl.
Los costos de los anuncios televisivos de Mujer Maravilla son más altos en comparación con los de la película anterior de DCEU Escuadrón Suicida. Warner Bros. ha gastado más de $3 millones en anuncios de Mujer Maravilla, mientras que gastaron $2.6 millones en anuncios de Escuadrón Suicida. El sitio de venta de boletos Fandango informó que Mujer Maravilla redondeó la etapa final de su campaña de marketing como el éxito de taquilla más esperado del verano de 2017, según una encuesta realizada por 10000 votantes, la encuesta más grande en la historia de la compañía. Por separado, Fandango también descubrió que el 92% de las personas encuestadas dijeron que estaban esperando ver una película que presentara a una superhéroe independiente, y el 87% deseaba que Hollywood hiciera más películas de superhéroes dirigidas por mujeres. En mayo de 2017, la conductora de NASCAR Danica Patrick condujo su auto No. 10 con un esquema de pintura de Mujer Maravilla en el Go Bowling 400 en Kansas y en el Monster Energy Open en Charlotte.

### Versión doméstica
Mujer Maravilla se lanzó en HD digital el 29 de agosto de 2017, y en Blu-ray, Blu-ray 3D, 4K Ultra-HD Blu-ray y DVD el 19 de septiembre de 2017. La película se estrenó en el primer puesto tanto en la tabla general de ventas de discos NPD VideoScan como en la tabla de ventas de discos Blu-ray. Las ventas en DVD doméstico fue de $25,824,881 y el Blu-ray $72,825,755 haciendo un total de $98,650,636.

### Controversias

#### Prohibición de los países árabes
El 31 de mayo, Mujer Maravilla fue prohibida en Líbano después de que la Campaña para boicotear a los partidarios de Israel solicitara al Ministerio de Economía y Comercio del gobierno libanés que bloqueara la película porque su estrella, Gal Gadot, es israelí. El gobierno libanés no prohibió las películas de Rápidos y Furiosos de Gadot que se proyectaron en Líbano. El 6 de junio, Variety informó que Argel, la capital de Argelia, sacó la película del festival de cine "Nuits du Cinéma". El 7 de junio, Variety también informó que un tribunal tunecino suspendió la liberación teatral de Mujer Maravilla después de una demanda presentada por el partido Al-Chaab y la Asociación Tunecina de Jóvenes Abogados para bloquear la película debido a la ciudadanía israelí de Gadot, el servicio militar y comentarios públicos en apoyo del ejército israelí durante la guerra de 2014 en Gaza. Según los informes, Jordania también estaba considerando la prohibición de la película y las proyecciones suspendidas en espera de una decisión, pero el 11 de junio, se informó que el gobierno decidió no hacerlo, ya que no había precedentes legales para ello. El 30 de junio, Catar emitió una prohibición sobre la película.

#### Proyecciones solo para mujeres
Algunos hombres no estaban contentos con las proyecciones solo para mujeres que se llevaron a cabo en el Alamo Drafthouse Cinema en Austin, y algunos opositores de la proyección restringida por género declararon en plataformas como Facebook que tales proyecciones eran discriminatorias contra los hombres. Un profesor homosexual de la Facultad de Derecho de Albany inició una queja ante la Oficina de Igualdad en el Empleo y Equidad de Vivienda de Austin alegando discriminación contra posibles clientes y empleados masculinos del teatro. La cadena respondió con una declaración en línea diciendo que el evento "puede haber creado confusión, queremos que todos vean esta película" y anunció un evento similar en su ubicación de Brooklyn. Las entradas se agotaron en menos de una hora, lo que llevó a la cadena a programar proyecciones adicionales. El 18 de julio, Alamo Drafthouse propuso ofertas de liquidación de un DVD de Mujer Maravilla a los demandantes, declarando que "la demandada no se dio cuenta de que anunciar una proyección de 'solo para mujeres' era una violación de las leyes de discriminación".

## Recepción

### Taquilla
Mujer Maravilla recaudó $412,6 millones en los Estados Unidos y Canadá y $409,3 millones en otros territorios por un total mundial de $824,8 millones, contra un presupuesto de producción estimado de $120-150 millones. Las estimaciones sobre el número que la película necesitaba superar internacionalmente para cubrir sus costos de producción y promoción y el punto de equilibrio oscilaron entre $300 millones y $460 millones. Deadline Hollywood calculó que la ganancia neta de la película fue de $252.9 millones, al considerar todos los gastos e ingresos, convirtiéndola en el sexto estreno más rentable de 2017.

#### Estados Unidos y Canadá
En mayo de 2017, el seguimiento temprano hizo que Mujer Maravilla abriera con $65-75 millones, y posiblemente hasta $105 millones. La película se estrenó el viernes 2 de junio de 2017 en 4165 salas de cine y ganó $38.7 millones en su día inaugural, incluidos $3.7 millones en IMAX. Fue la mayor recaudación en un solo día para una película dirigida por una mujer, antes del estreno de $35.9 millones el viernes de Crepúsculo de Catherine Hardwicke en 2008 y el mayor día de apertura para una película de superhéroes de cómic dirigida por una mujer, por delante de Ghost in the Shell ($7 millones). Esto incluyó $11 millones que obtuvo de las previsualizaciones del jueves, también el mejor comienzo para una película dirigida por una mujer, superando los $8.6 millones de Cincuenta Sombras de Grey que fue dirigida por Sam Taylor-Johnson, y la tercera más grande del año, detrás de La Bella y la Bestia y Guardianes de la Galaxia vol. 2. De eso, $1.5 millones provienen de exámenes IMAX.
Al ganar un total de $103.3 millones en su primer fin de semana, la película registró una serie de registros: la mayor apertura nacional de todos los tiempos para una directora (superando al anterior poseedor del récord Cincuenta Sombras de Grey), el mayor estreno de DC Comics sin Batman o Superman (por delante de Constantine), el sexto debut de superhéroe de cómic sin secuela más grande de la historia, así como el sexto mayor fin de semana de debut de junio. Solo su estreno de tres días la convirtió en la película de superhéroes de cómic dirigida por mujeres más taquillera de la historia (superando a Ghost in the Shell). También fue la decimosexta película de superhéroes en cruzar $ 100 millones en su estreno de taquilla nacional. Alrededor del 9 o% ($9 millones) del fin de semana inaugural provino de proyecciones IMAX de 343 teatros. En su segunda semana, la película recaudó $58.5 millones, superando nuevamente la taquilla. Marcó una caída del 43.3 % para su segundo fin de semana en la taquilla, mejor que la disminución promedio del 50-60% que tienden a ver las películas de superhéroes, y fue un segundo fin de semana mejor que Batman v Superman: Dawn of Justice ($51.3 millones) y Escuadrón Suicida ($43.5 millones). En su tercer fin de semana recaudó $40.8 millones, terminando segundo detrás de los recién llegados Cars 3 ($53.5 millones). Fue el segundo mejor tercer fin de semana para Warner Bros. y fue casi el doble de lo que Batman vs Superman ($23.3 millones), Escuadrón Suicida ($ 20.9 millones) y El hombre de acero ($ 20.7 millones) hicieron en sus terceros fines de semana. Ganó $24.9 millones y $15.7 millones en su cuarto y quinto fines de semana, respectivamente, cayendo solo 39% y 36% a pesar de enfrentar una dura competencia de las películas de apertura Transformers: el último caballero y Mi Villano Favorito 3. Eventualmente se convirtió en la película más taquillera dirigida por una mujer, superando los registros anteriores de Kung Fu Panda 2 de Jennifer Yuh Nelson y Mamma Mia! de Phyllida Lloyd. Para el 8 de agosto, la película había obtenido $400 millones en ventas de boletos, convirtiéndose en la segunda película alimentada por mujeres (después de La bella y la bestia de Disney), Warner Bros. ' tercera película más grande (después de The Dark Knight y The Dark Knight Rises, de Christopher Nolan), con el récord de la película de origen de superhéroes con mayores ingresos, reemplazando el récord anterior de Spider-Man (2002). También se está convirtiendo en la película con mayores ingresos con una directora en términos de ingresos domésticos, superando a Frozen (2013).

#### Otros países
Más allá de los Estados Unidos y Canadá, la película se estrenó día y fecha con su debut en América del Norte en 55 mercados (72% de su estreno total), y se proyecta que debutará con entre $92-118 millones. Terminó abriéndose a $125 millones, incluidos $38 millones en China, $8.5 millones en Corea, $8.4 millones en México, $8.3 millones en Brasil y $7.5 millones en el Reino Unido. En su segunda semana de estreno, la película recaudó otros $60 millones, incluido el primer puesto en Francia, el Reino Unido, Australia y Brasil. En Filipinas, batió el récord de taquilla de 2017 para el día de apertura no festivo con mayores ingresos, ganando $4.7 millones y convirtiéndose en la novena película comercial más exitosa de todos los tiempos y superando el récord establecido por Batman v Superman: Dawn of Justice. La película se estrenó en su último mercado, Japón, el 25 de agosto y debutó en $3.4 millones, ayudando al bruto internacional a cruzar la marca de $400 millones. Los mercados más grandes de Mujer Maravilla fuera de Norteamérica son China (US $90 millones), seguido de Brasil (US $34 millones), Reino Unido (US$ 28 millones), Australia ($23 millones) y México ($22 millones).

### Respuesta crítica
Mujer Maravilla recibió una respuesta muy positiva de los críticos, y algunos la calificaron como la mejor película del Universo Extendido de DC, elogiando la dirección de Jenkins y la actuación, la química entre Gadot y Pine, la partitura musical y las secuencias de acción. En el agregador de reseñas Rotten Tomatoes, la película tiene una calificación de aprobación del 93% basada en 478 reseñas, con una calificación promedio de 7.7/10. El consenso crítico del sitio web dice: "Emocionante, sincero y animado por la actuación carismática de Gal Gadot, Mujer Maravilla tiene éxito de manera espectacular". Es la cuarta película de superhéroes mejor calificada en el sitio. En Metacritic, la película tiene una puntuación promedio ponderada de 76 de 100, basada en 50 críticos, lo que indica "críticas generalmente favorables". Las audiencias encuestadas por CinemaScore le dieron a la película una calificación promedio de "A" en una escala de A + a F, mientras que PostTrak informó que los cinéfilos le dieron una puntuación positiva general del 85% y una "recomendación definitiva" del 73%.
Los críticos comentaron favorablemente la actuación de Gadot del personaje titular y Steve Trevor de Chris Pine. Andrew Barker de Variety encontró que la película era más alegre que las recientes películas de DC Comics:

Nunca propensa a la soledad, y tomando más notas de Richard Donner que de Christopher Nolan, Mujer Maravilla de Patty Jenkins ofrece un respiro bienvenido del estilo de oscuridad sombría de la casa de DC: bullicioso, serio, a veces descuidado, pero constantemente entretenido, con la estrella Gal Gadot demuestra una elección inspirada para este avatar de la verdad, la justicia y la manera amazónica.

Vox declaró "Trevor es la novia de superhéroes que necesitan las películas de cómics". Mick LaSalle de San Francisco Chronicle elogió las actuaciones de Gadot, Pine, Huston y Thewlis al tiempo que elogió la "perspectiva diferente" y el humor de la película. Richard Roeper, del Chicago Sun-Times, describió la actuación de Gadot como inspiradora, heroica, sincera y entrañable, y la representación más real de Mujer Maravilla.
A. O. Scott, de The New York Times, escribió que "sacude enérgicamente los imperativos de marca de éxito y se permite ser algo relativamente raro en el cosmos de los superhéroes modernos. Se siente menos como otra entrega en una secuencia interminable de oportunidades de comercialización apocalíptica que como... ¿Cuál es la palabra que estoy buscando? Una película. Una muy buena también". Michael Phillips de Chicago Tribune comparó la película con Capitán América: el primer vengador, y señaló que, como con "la primera película de Captain America en el universo de Marvel Comics, Mujer Maravilla de DC ofrece los placeres de la recreación de época para una audiencia popular. Jenkins y su equipo de diseño hacen Londres en la era de 1918; Bélgica devastada por la guerra; el Imperio Otomano; y otros lugares parecen recién realizados, con un fuerte punto de vista. Aquí hay escenas de refugiados de guerra desposeídos, presenciados por una Diana asombrada y desconsolada, que conllevan una gravedad inusual para una adaptación de cómic". Katie Erbland de IndieWire elogió su profundidad temática, explicando que "Mujer Maravilla es una película de guerra. La primera entrada de Patty Jenkins, y esperamos que no la última, en el Universo Extendido de DC se desarrolla principalmente durante la Primera Guerra Mundial, pero aunque la función no lo hace". Para evitar la violencia en tiempos de guerra, son las batallas internas de su heroína convincente las más vitales". Alonso Duralde de TheWrap también sintió que "las escenas de acción de Diana son emocionantes precisamente porque están destinadas a detener la guerra, no a fomentarla; la idea de un semidiós que usa el amor para luchar en la guerra puede sonar tonta en abstracto, pero Jenkins hace que el concepto funcione". Ann Hornaday de The Washington Post elogió las actuaciones de Gadot y Pine, así como la trama detallada y la narrativa de la película al comparar algunas secuencias de acción en cámara lenta con The Matrix. Stephanie Zacharek, de la revista Time, elogió la película como un "corte por encima de casi todas las películas de superhéroes que se han presentado en los últimos veranos", mientras elogia la actuación de Gadot como "encantadora" y "maravillosa" y elogia la dirección de Jenkins de la película como un paso adelante para las directoras en la dirección de películas de gran presupuesto en Hollywood.
Elise Jost de Moviepilot observó que "la versión de Gadot de Mujer Maravilla es uno de esos casos únicos de un actor que se fusiona con su historia, similar a Tony Stark de Robert Downey Jr. Gal Gadot es Mujer Maravilla y Mujer Maravilla es Gal Gadot". Jost elogió la interpretación de Gadot de Mujer Maravilla como aquella en la que Gadot "clava absolutamente la perspectiva inquebrantablemente positiva del personaje sobre la vida. Es una fuerza de la naturaleza que cree en el bien mayor; su convicción de que está destinada a salvar el mundo es más fuerte que su bala". escudo protector. Es genuina, es divertida, es la fuente cálida de energía en el corazón de la película". El federalista sugiere que Mujer Maravilla es "una historia de Jesús". "La película está envuelta en una falsa mitología griega, es cierto, pero no hay que confundir la cristología aquí". "Quizás Cristo en la forma de una bella y exuberante amazona es todo lo que nuestra sociedad contemporánea puede manejar en este momento", declaró M. Hudson, una feminista cristiana. Sobre el crítico cultural de HuffPost, G. Roger Denson, quien considera el género de los superhéroes como una fuente de la "mitopoética clásica" contemporánea ("la creación de historias nuevas pero vitalmente significativas, si no simbólicas, llenas de imágenes que reflejan, pero también moldean y avanzan, las prácticas políticas, legales, morales y sociales de hoy"), escribió que la escena "La tierra de nadie", que la gente está llorando en los cines y delirando después, se encuentra entre las escenas mitopoéticas más poderosas jamás filmadas al mismo tiempo es uno de los mitos más antiguos que han sido utilizados por artistas y escritores después de haber sido inventado por los primeros estrategas y líderes militares ". Específicamente "utilizada por la directora Patty Jenkins", la escena eleva "la estima por las mujeres poderosas pero compasivas como héroes y líderes a un nivel igual al de los hombres por haber ganado a una audiencia popular enorme y adoradora en todo el mundo".
Steve Rose en The Guardian criticó la película por no haber explorado el potencial del material para la "subversión del patriarcado al revés". Peter Travers, de Rolling Stone, criticó la excesiva dependencia de la película en la exposición: "Mujer Maravilla se ve obstaculizada por una historia y acción de origen insoportable que solo encaja y comienza. Justo cuando Gadot y el director Patty Jenkins... están listos para patear traseros, tenemos historia de fondo".
"Gas tenía la intención de ganar la guerra. En ese sentido, Mujer Maravilla tiene toda la razón", dijo David Hambling en Popular Mechanics. Rachel Becker de The Verge declaró que, a pesar de las libertades científicas de usar un arma química "a base de hidrógeno" como dispositivo de trama, la película logra evocar una historia real y horrible. "En primer lugar, el gas mostaza es un arma tan horrible y aterradora que no necesita ser más potente. Pero si fueras un químico empeñado en llover destrucción sobre las fuerzas aliadas, no lo harías reemplazando el azufre átomo en gas mostaza con un átomo de hidrógeno. Sabrías que el azufre es la pieza clave que mantiene unida esta molécula venenosa".

### Premios
| Premio                | Fecha                | Categoría                                            | Nominados              | Resultado | Ref.            |
| --------------------- | -------------------- | ---------------------------------------------------- | ---------------------- | --------- | --------------- |
| Golden Trailer Awards | 6 de junio de 2017   | Lo mejor del espectáculo                             | Wonder Woman           | Ganador   | [ 229 ]         |
| Golden Trailer Awards | 6 de junio de 2017   | Mejor fantasía / aventura                            | Wonder Woman           | Ganador   | [ 229 ]         |
| Golden Trailer Awards | 6 de junio de 2017   | Mejor cartel de éxito de taquilla del verano de 2017 | Wonder Woman           | Ganador   | [ 229 ]         |
| Teen Choice Awards    | 13 de agosto de 2017 | Mejor película de acción                             | Wonder Woman           | Ganador   | [ 230 ] [ 231 ] |
| Teen Choice Awards    | 13 de agosto de 2017 | Mejor actor de película de acción                    | Chris Pine             | Ganador   | [ 230 ] [ 231 ] |
| Teen Choice Awards    | 13 de agosto de 2017 | Mejor actriz de película de acción                   | Gal Gadot              | Ganador   | [ 230 ] [ 231 ] |
| Teen Choice Awards    | 13 de agosto de 2017 | Mejor química en película                            | Gal Gadot & Chris Pine | Nominados | [ 230 ] [ 231 ] |
| Teen Choice Awards    | 13 de agosto de 2017 | Mejor beso                                           | Chris Pine & Gal Gadot | Nominados | [ 230 ] [ 231 ] |
| Teen Choice Awards    | 13 de agosto de 2017 | Mejor película de verano                             | Wonder Woman           | Nominada  | [ 230 ] [ 231 ] |
| Teen Choice Awards    | 13 de agosto de 2017 | Mejor actor de película de verano                    | Chris Pine             | Nominado  | [ 230 ] [ 231 ] |
| Teen Choice Awards    | 13 de agosto de 2017 | Mejor actriz de película de verano                   | Gal Gadot              | Nominada  | [ 230 ] [ 231 ] |

## Impacto cultural
Mujer Maravilla ha sido objeto de una discusión sobre la apariencia y representación del poder femenino en general, y de las heroínas de acción femeninas en particular desde su aparición inicial en 1941 en Sensation Comics, cuando fue creada para documentar "el crecimiento en el poder de las mujeres", mientras usa "una tiara dorada, un corpiño rojo, calzoncillos azules y botas de cuero rojas hasta la rodilla". Fue incluida en la lista negra un año después, en 1942, en las "Publicaciones desaprobadas para la juventud" porque, según el grupo detrás de la lista, "no estaba vestida lo suficiente".
Algunas décadas después, la revista feminista de la segunda ola Gloria Steinem Ms. Magazine debutó en 1972 con una imagen de Mujer Maravilla en la portada. El historiador Tim Hanley sugiere que este movimiento cambió "el enfoque de la superioridad femenina a la hermandad e igualdad, esencialmente convirtiéndola en una mascota del movimiento de mujeres". Esta percepción cambió a lo largo de los años, como se demostró en diciembre de 2016 cuando las Naciones Unidas decidieron abandonar el título de "embajadora honoraria para el empoderamiento de las mujeres y las niñas" que le había dado al personaje de cómic, Mujer Maravilla unos meses antes, en una ceremonia a la que asistieron los actores que la habían retratado (Lynda Carter y Gal Gadot). El título fue eliminado en respuesta a una petición firmada por 44,000 personas que argumentaba que la Mujer Maravilla socava el empoderamiento femenino debido a su disfraz, descrito como un "traje reluciente y con el muslo con un motivo de bandera estadounidense y botas hasta la rodilla". La petición declaró que "es alarmante que las Naciones Unidas consideren usar un personaje con una imagen abiertamente sexualizada en un momento en que las noticias principales en Estados Unidos y el mundo son la objetivación de mujeres y niñas". La directora de Mujer Maravilla, Patty Jenkins, respondió tanto a la petición como a la decisión de la ONU al afirmar que ella piensa "eso es sexista. Creo que es sexista decir que no puedes tener ambas cosas. Tengo que preguntarme qué aplicaría a cualquier otro superhéroe".
El debate continuó con el estreno de la película de 2017 de Jenkins, Mujer Maravilla, que según la BBC "algunos piensan que es demasiado feminista y otros piensan que no es lo suficientemente feminista". Kyle Killian encontró una contradicción inherente en la construcción de Wonder Woman como "una guerrera" que, según ella, también está muy sexualizada. Killian sugiere, por lo tanto, que estos elementos "no deberían ser el centro de atención de una heroína soberbia —su belleza, estructura ósea y sensualidad— para ser un icono feminista". Theresa Harold estuvo de acuerdo, comparando a Mujer Maravilla con Katniss Everdeen (de Los Juegos del Hambre), que "no tenía que usar el sueño húmedo de un adolescente de un disfraz para pelear". Christina Cauterucci también sintió que la capacidad de Mujer Maravilla para ser considerada un "antídoto feminista" se vio socavada por su "atractivo sexual". Otros críticos se refieren a la construcción de Mujer Maravilla en la película como "un héroe posfeminista inverosímil".
Jenkins no está de acuerdo con esta línea de crítica. Ella ha declarado que fue criada por una "madre feminista" de segunda ola, quien le enseñó a "ser súper consciente de que había habido sexismo, pero también: 'Felicidades, gracias, ¡ahora puedo hacer lo que quiera, mamá!'". Por lo tanto, Jenkins señala que es esta educación la que la ha llevado a cuestionar una crítica feminista del disfraz de Mujer Maravilla. Cuando estaba trabajando en su propia versión del nuevo diseño "Gladiador" de Mujer Maravilla del atuendo (en la película de 2016 Batman v Superman: Dawn of Justice) Jenkins decidió que Mujer Maravilla (así como las otras amazonas) "No debería estar vestida con una armadura como los hombres... Debería ser diferente... Yo, como mujer, quiero que Mujer Maravilla esté caliente como el infierno, luche mal y se vea genial al mismo tiempo, de la misma manera que los hombres quieren Superman tendrá enormes pectorales y un cuerpo imprácticamente grande". Jenkins también señala que está "frustrada" por la crítica de la apariencia de Mujer Maravilla, afirmando que "cuando las personas se vuelven súper críticas sobre su atuendo, ¿quién se está volviendo loca por lo que lleva una mujer? Esa es ella, esa es Mujer Maravilla". Gal Gadot coincidió con Jenkins, argumentando que el personaje "es feminista" ya que "el feminismo se trata de igualdad, elección y libertad. Y los escritores, Patty y yo mismos pensamos que la mejor manera de mostrar eso es mostrar a Diana como sin tener conciencia de los roles sociales. No tiene límites de género. Para ella, todos son iguales".
Críticos como Valerie Estelle Frankel apoyan la visión de Jenkins. Frankel argumenta que la película subvierte la mirada masculina, afirmando que la construcción de Mujer Maravilla tiende a cambiar cada pocas décadas, ya que refleja el estado del feminismo durante diferentes períodos de tiempo, incluido el feminismo de la tercera ola (que refleja el enfoque de Jenkins). Zoe Williams ofrece un argumento similar, afirmando que si bien Mujer Maravilla "está un poco desnuda todo el tiempo", eso no es, al mismo tiempo, una objetivación tanto como un restablecimiento cultural: tener los muslos, los muslos reales puede patear cosas con, no muslos que parecen brazos, es un acto feminista". Williams luego yuxtapone a Mujer Maravilla a héroes de acción femeninos del pasado como Sarah Connor, Ellen Ripley y Lara Croft, a quien sugiere que fueron construidas para la mirada masculina, en la que una "guerrera se convierte en un objeto sexual", (un punto que ella sostiene que Jenkins hace referencia directa en la película).
A Gloria Steinem también le gustó la película, afirmando que sentía que dejaba clara la "historia del origen amazónico; [Mujer Maravilla] detenía la guerra, no la perpetuaba". Steinem también señaló que sabía que "algunas mujeres estaban decepcionadas por todo el maquillaje, pero puedo estar desesperada, ¡estaba feliz de que las amazonas tuvieran el pelo revuelto!" Su única queja radicaba en la elección de eliminar el escenario de la Segunda Guerra Mundial cuando el cómic de Mujer Maravilla se desarrolló en respuesta a los cómics existentes que eran "tan sádicos y racistas que hubo una audiencia en el Congreso sobre el tema". Steinem también le otorgó a Hillary Clinton el primer Premio Mujer Maravilla en octubre de 2017 durante los "Premios Speaking Truth to Power" del Women's Media Center (una organización creada por Steinem, Jane Fonda y Robin Morgan). Al recibir el premio, Clinton notó que había visto la película Mujer Maravilla de Jenkins y que "amaba el atuendo". También dijo que como su nieta estaba "realmente interesada" en Mujer Maravilla, Clinton "pensó que tal vez podría pedirle prestado algo por la noche. No funcionó para mí, pero diré que este premio significa mucho para yo porque cuando era niña, y luego como una mujer joven, y luego como una mujer un poco mayor, siempre me preguntaba cuándo Mujer Maravilla tendría su tiempo, y ahora eso ha sucedido". Clinton había elogiado previamente la película de Jenkins, en un mensaje público de agosto de 2017, afirmando que "fue tan inspirador como sospechaba que sería una película sobre una mujer fuerte y poderosa en una lucha para salvar al mundo del desastre internacional".
El director James Cameron continuó este debate, a través de su crítica de la representación del poder femenino en la película de Jenkins. En una entrevista de agosto de 2017 con The Guardian, Cameron califica la visión de Jenkins de Mujer Maravilla como "un icono objetivado" y calificó la película como "un paso atrás". Por el contrario, afirma, su personaje Sarah Connor (de sus películas de Terminator) "no era un ícono de belleza. Era fuerte, estaba preocupada, era una madre terrible y se ganó el respeto de la audiencia a través de la pura agalla". Jenkins declaró en respuesta que la "incapacidad de Cameron para comprender lo que 'Mujer Maravilla' es, o representa, para las mujeres de todo el mundo no es sorprendente ya que, aunque es un gran cineasta, no es una mujer". Argumentó además que "no hay una mujer poderosa correcta e incorrecta" porque "si las mujeres tienen que ser siempre duras, difíciles y problemáticas para ser fuertes, y no somos libres para ser multidimensionales o celebrar un ícono de mujeres en todas partes porque ella es atractivo y amoroso, entonces no hemos llegado muy lejos". La reacción a este debate fue mixta. Julie Miller se puso del lado de Cameron, a quien dice que se refiere a sí misma como "una feminista bastante dura" y que le dijo a Vulture que "no tengo ningún problema en escribir un guión en el que los machos se vuelvan subordinados a las hembras, que es lo que sucede en Aliens... Depende de Ripley ganar el día". Por el contrario, Miller argumenta que Jenkins y Gadot imaginaron a la Mujer Maravilla como "una mujer que exudaba tanto la feminidad como la fuerza, junto con una verdadera confusión sobre por qué los hombres tratarían a las mujeres de manera diferente a como lo hacen con otros hombres". Susannah Breslin también estuvo de acuerdo con Cameron, describiendo a la Mujer Maravilla de Jenkins como "una compañera de juego con lazo" y "poder femenino sin bolas". Otros fueron más críticos con la crítica de Cameron. Un artículo en Newsweek sugiere que, en contraste con su crítica a Jenkins, las propias películas de Cameron incluyen "mucha objetivación" y cita a algunas celebridades de Hollywood que se hicieron eco de este punto de vista. Una de las citas provino de Jesse McLaren, quien afirma que "James Cameron está confundido porque hay una heroína cuyas motivaciones no se centran en la maternidad". Noah Berlatsky encontró áreas de acuerdo entre Cameron y Jenkins, afirmando que si bien la objeción de Cameron es "un viejo punto que se ha hecho una y otra vez durante décadas", la película de Jenkins no está "centrada únicamente en objetivar a Gal Gadot para un público masculino".
Unas semanas más tarde, en septiembre, Cameron reiteró sus críticas en una entrevista con The Hollywood Reporter. Comparó la representación del personaje de Gal Gadot con las películas de Raquel Welch de la década de 1960, y reforzó una comparación con la interpretación de Linda Hamilton de Sarah Connor. Argumentó que Connor era "si no adelantada a su tiempo, al menos un gran avance en su tiempo" porque aunque ella "se veía genial", "no fue tratada como un objeto sexual". También declaró que mientras "aplaude [a] Patty dirigiendo la película y Hollywood," dejando "a una mujer dirigir una franquicia de acción importante, no pensé que hubiera algo innovador en Mujer Maravilla. Pensé que era una buena película". La exactriz de Mujer Maravilla, Lynda Carter, respondió a la entrevista de Cameron en The Hollywood Reporter pidiéndole que "deje de molestar a MM". Al igual que Jenkins, sugiere que si bien Cameron "no entiende al personaje", sí lo hace. También se refiere a las críticas de Cameron como "golpes groseros a un director brillante" que están tan "mal aconsejados" como la "película fue acertada". Carter también afirma que tiene la autoridad para hacer estas observaciones porque "ha encarnado a este personaje durante más de 40 años". Un mes después, Jenkins respondió a los comentarios de Cameron una vez más en una entrevista con Variety, afirmando que "no estaba molesta en absoluto", ya que "todos tienen derecho a su propia opinión. Pero si van a debatir algo en público Por cierto, tengo que responder que creo que es incorrecto". Tricia Ennis también criticó las declaraciones de Cameron, argumentando que "si bien puede considerarse feminista y un aliado para las mujeres, [él] no es muy bueno en eso", ya que ser un aliado significa usar su posición de privilegio "sin silenciar las voces de los que intentas ayudar". También afirma que "no es suficiente simplemente llamarse feminista. Ni siquiera es suficiente para crear un personaje femenino fuerte... Tienes que traer a las mujeres a la mesa. Tienes que dejarlas hablar. No puedes hablar por ellas". Pero hablar por las mujeres es exactamente lo que Cameron está haciendo a través de sus comentarios ... Cameron está usando su posición de poder como productor y director respetado para silenciar a las mujeres".

## Futuro

### Secuela
Originalmente firmado para tres largometrajes, con Mujer Maravilla y Liga de la Justicia siendo su segunda y tercera película, Gadot firmó una extensión de su contrato para películas adicionales. Jenkins inicialmente firmó para una sola película, pero en una entrevista con Variety, Geoff Johns reveló que él y Jenkins estaban escribiendo el tratamiento para una secuela de Mujer Maravilla y que tiene una "idea genial para la segunda". En la San Diego Comic Con de 2017, Warner Bros. anunció oficialmente que una secuela se estrenaría el 13 de diciembre de 2019 y se titularía Mujer Maravilla 2; la fecha se trasladó más tarde al 1 de noviembre de 2019, para evitar la competencia con Star Wars: Episodio IX - El ascenso de Skywalker. Más tarde, Jenkins firmó oficialmente para regresar como director, con la confirmación de que Gadot regresará como el papel titular. Días después, el estudio contrató a Dave Callaham para que coescribiera el guion de la película con Jenkins y Johns. El 9 de marzo de 2018, se confirmó que Kristen Wiig interpretaría a Cheetah, el villano de la película. Más tarde ese mes, se anunció que Pedro Pascal tendría un papel clave en la película. En mayo de 2018, el antiguo productor de DCEU, Zack Snyder, confirmó en la plataforma de redes sociales Vero que él, junto con su esposa Deborah Snyder, actuarán como productores en la secuela de Mujer Maravilla. En junio de 2018, se anunció que el título de la película era Mujer Maravilla 1984. En enero de 2019 se anunció una tercera película que tendrá lugar en el presente.

### Spin-off
Se anunció que una película spin-off de las Amazonas está en proceso con la ejecutiva de Patty Jenkins produciendo la película.